# Ouagandé-Peulh
Ne doit pas être confondu avec Ouagandé-Mossi.
Ouagandé-Peulh est une localité située dans le département de Oula de la province du Yatenga dans la région Nord au Burkina Faso.

## Géographie
Ouagandé-Peulh se trouve à 7 km au sud-est de Oula, le chef-lieu du département, et à environ 25 km au sud-est du centre de Ouahigouya. Le village est à 6 km au sud de la route nationale 15.

## Santé et éducation
Le centre de soins le plus proche de Ouagandé-Peulh est le centre de santé et de promotion sociale (CSPS) de Oula tandis que le centre hospitalier régional (CHR) se trouve à Ouahigouya.